# 斑点检测
斑點檢測是在電腦視覺領域的重要技術，其目的是識別在影像中，與周圍區域有亮度、顏色、紋理等特性上存在明顯差異的區域。這些區域被稱為斑點，由於它們是具相似屬性的像素集合，在各種影像分析任務中具有重要意義。斑點檢測能夠分離出擁有獨特特徵的區域，因此其作為許多影像處理任務的基礎，例如：物體識別、物件追蹤和紋理分析等。
	斑點檢測技術大多利用卷積方式，主要可以分成以下兩類：微分方法和局部極值方法。微分方法計算影像函數對坐標的導數，通過識別導數值達到極值的點來檢測斑點。局部極值方法通過搜索影像函數中的局部最大值和最小值來檢測斑點，這些方法不依賴於導數，而是專注於像素的強度值。
	常見的方法包括高斯拉普拉斯（LoG）方法，該方法將影像與高斯核進行卷積以平滑影像，然後應用拉普拉斯算子，斑點在拉普拉斯響應達到顯著值的點處被檢測出來。另一種方法是黑塞矩陣行列式（DoH），該技術使用由圖像的二階偏導數組成的黑塞矩陣的行列式，斑點在行列式達到最大值的點處被檢測出來。高斯差（DoG）方法通過減去兩個具有不同標準差的高斯模糊圖像來近似高斯拉普拉斯，斑點在結果圖像的極值處被定位。

## 高斯拉普拉斯算子 (LOG)
高斯拉普拉斯算子是最常見的一種斑點偵測方法。令影像為{\displaystyle f(x,y)}，影像首先會用以下的高斯函數
{\displaystyle G(x,y;\sigma )={1 \over {\sqrt {2\pi \sigma ^{2}}}}\exp(-{\frac {x^{2}+y^{2}}{2\sigma ^{2}}})}
，在這裡{\displaystyle \sigma }是標準差，利用其與影像作卷積得到{\displaystyle L}：
{\displaystyle L(x,y;\sigma )=f(x,y)*G(x,y;\sigma )}
接著，運用拉普拉斯算子計算出影像的LOG尺度空間表示 (scale-space representation)：
{\displaystyle \nabla ^{2}={\frac {\partial ^{2}f}{\partial x^{2}}}+{\frac {\partial ^{2}f}{\partial y^{2}}}}
{\displaystyle \nabla ^{2}L=L_{xx}+L_{yy}}
直觀上，在高斯拉普拉斯算子中，在拉普拉斯前先做高斯的目的是使影像平滑且去除雜訊。拉普拉斯算子能夠檢測到快速的強度轉換，常使用於邊緣偵測中。而當高斯拉普拉斯算子中{\displaystyle \sigma }的尺度變大時，斑點會收斂到局部極值，也因此使用高斯拉普拉斯算子進行斑點偵測。
為了達到自動偵測不同尺度的斑點，多尺度（multi-scale）的高斯拉普拉斯算子被使用。一個最直接的方法是使用尺度正規化（scale-normalized）的拉普拉斯運算子
{\displaystyle \nabla _{\mathrm {norm} }^{2}L=t\,(L_{xx}+L_{yy})}
，再藉此找出極值與斑點
{\displaystyle ({\hat {x}},{\hat {y}};{\hat {t}})=\operatorname {argmaxminlocal} _{(x,y;t)}((\nabla _{\mathrm {norm} }^{2}L)(x,y;t))}。

## 高斯差算子（DOG）
由於高斯拉普拉斯的尺度空間表示{\displaystyle L(x,y,t)}符合擴散方程式：
{\displaystyle \partial _{t}L={\frac {1}{2}}\nabla ^{2}L}
高斯拉普拉斯也因此可以利用兩個高斯平滑的影像的差進行計算
{\displaystyle \nabla _{\mathrm {norm} }^{2}L(x,y;t)\approx {\frac {t}{\Delta t}}\left(L(x,y;t+\Delta t)-L(x,y;t)\right)}.
在電腦視覺領域中，此方法稱為高斯差算子（DOG），此算子可以被視為高斯拉普拉斯算子的近似。相較於高斯拉普拉斯，高斯差算子可以更有效率的進行計算。高斯差算子經常被使用在斑點檢測中，作為高斯拉普拉斯的替代。

## 黑塞矩陣行列式（DOH）
考慮黑塞矩陣的尺度正規化（scale-normalized）的行列式，又稱齊次蒙日-安培方程，
{\displaystyle \det H_{\mathrm {norm} }L=t^{2}\left(L_{xx}L_{yy}-L_{xy}^{2}\right)}
，在這裡HL指的是黑塞矩陣。接著，藉由偵測{\displaystyle \det H_{norm}L}的局部極值，此方法也可進行自動斑點檢測。
{\displaystyle ({\hat {x}},{\hat {y}};{\hat {t}})=\operatorname {argmaxlocal} _{(x,y;t)}((\det H_{\mathrm {norm} }L)(x,y;t))}.
一篇研究中給出了黑塞矩陣行列式及其他密切相關的尺度空間特徵點檢測器的選擇屬性的詳細分析，顯示黑塞矩陣行列式在仿射影像變換下具有比拉普拉斯算子更好的尺度選擇。其他研究中顯示，黑塞矩陣算子行列式在使用類似 SIFT 或 SURF 的局部影像描述進行基於影像的匹配時，與拉普拉斯算子和高斯差的表現近似，並且相對Harris 或 Harris-Laplace 算子有更好的表現，達到更高的效率值和更低的 1-precision 分數。

## 拉普拉斯算子與黑塞矩陣行列式的混合（Hessian-Laplace）
一篇研究提出由拉普拉斯和黑塞矩陣混合的斑點偵測方法，其中空間選擇由Hessian行列式完成，而尺度選擇則由尺度標準化的拉普拉斯算子進行。
{\displaystyle ({\hat {x}},{\hat {y}})=\operatorname {argmaxlocal} _{(x,y)}((\det HL)(x,y;t))}
{\displaystyle {\hat {t}}=\operatorname {argmaxminlocal} _{t}((\nabla _{\mathrm {norm} }^{2}L)({\hat {x}},{\hat {y}};t))}
此算子被運用於影像匹配、物體識別以及紋理分析。

## 結合機器學習進行斑點分類
斑點檢測能將潛在的斑點尋找出來，但是其中同時含有目標斑點與不相關的斑點，因此這些不相關的斑點必須在最終結果中被分開。機器學習演算法能基於目標斑點的期待特徵，進行目標斑點與不相關斑點的分類。在斑點的二元分類中，以下演算法被各個研究使用：監督學習如決策樹、K-近鄰演算法、支援向量機等，無監督學習如k-平均演算法、混合模型等。此外，深度學習模型如VGG-16、ResNet50等，也可以協助斑點分類與影像分割。